# Hydroptila argentinica
Hydroptila argentinica är en nattsländeart som beskrevs av Oliver S. Flint Jr. 1983. Hydroptila argentinica ingår i släktet Hydroptila och familjen smånattsländor. Inga underarter finns listade i Catalogue of Life.